# Variolisation

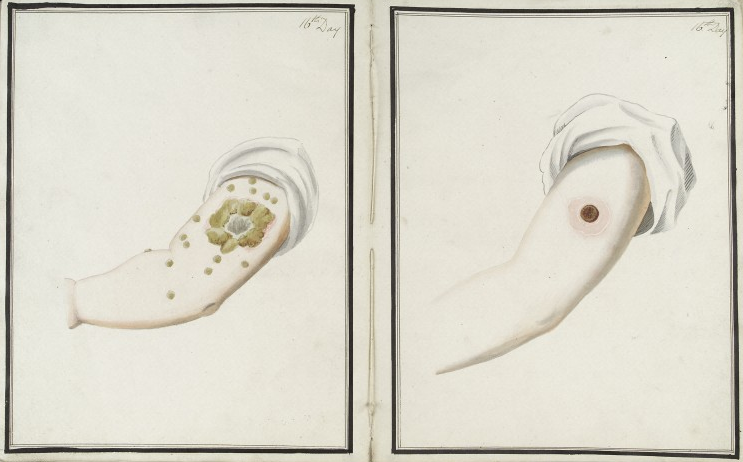
Gravure de 1802 : comparaison de la variole (à gauche) et la vaccine (à droite) 16 jours après l'inoculation.

La variolisation est l'inoculation volontaire de la variole, prélevée sur un sujet faiblement malade, ou lui-même variolisé. Cette technique, qui remonterait à la Chine ancienne, protège les sujets d'une variole grave. Son manque de fiabilité (rien ne prouve que le sujet variolisé ne fera pas une variole grave) et le risque de dissémination de variole ont conduit à son abandon après la découverte de la vaccination.
Cette pratique consistait à inoculer une forme qu'on espérait peu virulente de la variole en mettant en contact la personne à immuniser avec le contenu de la substance suppurant des vésicules d'un malade. Le résultat restait cependant aléatoire et risqué, le taux de mortalité pouvant atteindre 1 ou 2 % pour un taux de protection non chiffré. En 1760, Daniel Bernoulli démontra que, malgré les risques, la généralisation de cette pratique permettrait de gagner un peu plus de trois ans d'espérance de vie à la naissance.

## Histoire
On dit que la variolisation était une pratique de la médecine ayurvédique et qu'elle est mentionnée dans le Sactaya Grantham de Dhanvantari mais cette affirmation erronée est fondée sur une rumeur lancée en 1819 par le quotidien The  Madras Courier qui fit passer un tract de propagande vaccinale, rédigé en sanscrit par l'administration coloniale, pour la copie d'un texte ancien.
On a dit également que dès le XIe siècle, les Chinois pratiquaient la variolisation. C'est le premier ministre Wang Dan qui, après la perte d'un de ses fils de la variole, avait convoqué divers praticiens de toute la Chine pour mettre au point une prophylaxie. Un moine taoïste apporta la technique d'inoculation qui se diffusa progressivement dans toute la Chine. Il apparaît cependant que la plus ancienne trace connue de ce récit ne remonte qu'à 1808 dans le Zhongdou xinfa (種痘心法) écrit par Zhu Yiliang. La pratique de la variolisation en Chine n'est documentée de manière incontestable qu'à partir du XVIe siècle. Elle a été introduite à la cour le siècle suivant, après le décès de l'empereur Shunzhi qui avait été infecté par la maladie.

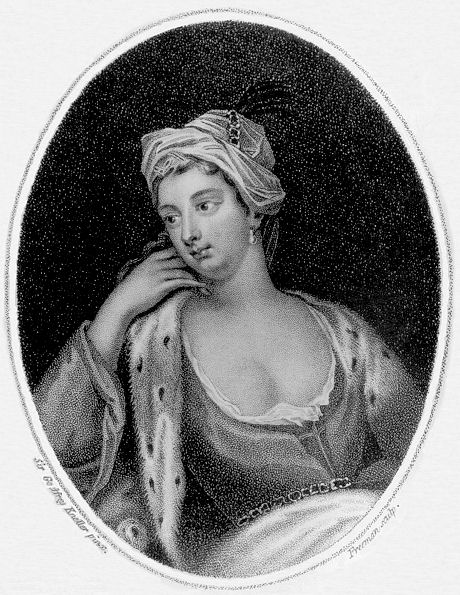
Lady Mary Wortley Montagu

La pratique s'est progressivement propagée le long de la route de la soie. En 1701, Giacomo Pylarini (en) réalise la première inoculation à Constantinople, capitale de l'Empire ottoman, reproduisant la pratique des matrones qui introduisaient à l'intérieur des plaies un morceau de coton imbibé de pus variolique prélevé sur des malades, comme le raconte Aubry de La Mottraye. Partiellement défigurée par cette maladie qui avait déjà emporté son frère, Lady Mary Wortley Montagu, la femme de l'ambassadeur du Royaume-Uni à Constantinople, était inquiète devant les ravages de cette maladie. En mars 1718, elle fait inoculer son fils avec succès par le chirurgien de l'ambassade Charles Maitland (en). À son retour à Londres où sévit une épidémie de variole, elle fait varioliser sa fille âgée de 3 ans par le même docteur en présence de médecins de la Cour royale le 11 mai 1721. Par prudence, le collège de médecins demande à Maitland de réaliser la même expérience sur six criminels (trois hommes et trois femmes) de la prison de Newgate le 9 août 1721 puis sur des enfants pauvres d'orphelinat. Devant le succès de cette « opération byzantine », Caroline d'Ansbach, l'épouse du roi Georges II de Grande-Bretagne, fait inoculer ses deux filles âgées de onze et neuf ans le 17 avril 1722. Si la contribution de Lady Montagu dans la diffusion de cette nouveauté médicale est décisive, l'acceptation de la méthode, en Grande-Bretagne puis dans le monde occidental, n'est que progressive et le fait de médecins. L'ignorance médicale (et notamment le fait que les partisans de l'inoculation n'ont alors à opposer à leurs adversaires que des statistiques assez vagues) reste en effet telle que les controverses sur la variolisation sont légion, les camps pour et contre luttant tous deux avec leurs armes idéologiques, plus politiques et morales que scientifiques. La méthode empirique, accompagnée par des succès signifiants, mais aussi par des adversités, est revendiquée dans la seconde moitié du XVIIIe siècle par la politique populationniste des gouvernements du siècle des Lumières et comme moyen de conservation des vies individuelles par les médecins-humanistes.

Lorsque Boston connut une épidémie de variole en 1721, le pasteur puritain, Cotton Mather fit la promotion de l'inoculation comme protection contre celle-ci, citant Onesimus (fin des années 1600-début 1700), un de ses esclaves, comme source de ce protocole. Quelques années plus tôt, Onésimus avait décrit à Mather le processus d'inoculation qui avait été effectué sur lui et d'autres personnes en Afrique (comme le rapportait Mather dans une lettre),.

En 1762, le britannique Daniel Sutton met au point une méthode qui lui permet de traiter plus de 13 000 personnes en réduisant le nombre de décès. Il ouvre des centres d'inoculation jusqu'à la Nouvelle-Angleterre et à la Jamaïque et amasse une fortune considérable.
En 1768, l’impératrice Catherine II de Russie demande à un médecin anglais, Thomas Dimsdale, de se faire inoculer ainsi que son fils. À la suite de la réussite de l’opération, 140 nobles de la cour se font également inoculer. La variolisation devient alors un effet de mode dans l’empire Russe.
La variolisation est introduite en France par le docteur Théodore Tronchin qui inocule son fils puis, en 1756, les enfants de Louis Philippe d'Orléans. Charles Marie de La Condamine passe la fin de sa vie à faire campagne pour la variolisation contre la petite vérole, maladie qui l'avait contaminé étant enfant : en 1754, il introduit l'argument probabiliste en faveur de l'inoculation auprès de l'Académie des sciences à Paris, et 1758 il en vante le mérite citant La Mottraye et l'usage répandu à Londres. La pratique est d'abord contestée, mais un certain nombre de grands personnages suivent l'exemple du duc d'Orléans : le duc de Chartres la fait subir à ses fils, le duc de Valois et le duc de Montpensier, le 6 avril 1779. Louis XVI a été inoculé en 1774. Mais ce phénomène resta limité à une élite aristocratique, et ne se répandra pas parmi le peuple, malgré une tentative, en 1786 de faire inoculer les enfants abandonnés et orphelins des Provinces. 
La méthode resta en France largement controversée, en raison de ses risques, parce qu'elle est accusée de provoquer des épidémies, les personnes inoculées étant contagieuses. Le 8 juin 1763, un arrêt du parlement de Paris interdit de pratiquer la variolisation dans les villes et interdit l'accès des villes aux inoculés avant la sixième semaine. La Faculté de médecine, sollicitée par le parlement, est partagée entre pro et anti variolisation.
Cependant, entre 1765 et 1787, le docteur Jean-François-Xavier Girod (1735-1783) fait inoculer 33 619 personnes en Franche-Comté soit plus de 10 % de la population de la province. Puis, Jean François Coste l'introduit au sein des armées napoléoniennes. 

La méthode d’inoculation a été largement remplacée en 1796 par la vaccination proposée par Edward Jenner considéré comme le « père de l'immunologie ».

## Applications vétérinaires
La clavelée, aussi appelée variole ovine du fait de sa similitude avec la maladie humaine, a connu un traitement préventif par inoculation de matières contenant le virus pur. Connu depuis probablement fort longtemps en Orient, ce traitement a été appliqué dès le XVIIIe siècle dans le midi de la France. Cette pratique nommée en 1820 par Odier « clavelisation », — mais qui est aussi connue en anglais sous l'appellation d'« ovination » — a donné matière à législation dans la majorité des pays d’Europe continentale de 1880 à 1890. Elle a connu un nouvel essor à partir de 1906, associée à l'administration de sérums d'animaux convalescents.
À partir de 1852 Louis Willems (en) promeut pour sa part un procédé similaire pour la péripneumonie contagieuse (pleuropneumonie), mais semble-t-il avec moins de bonheur.
L'aphtisation, qui avait semblablement cours à l'occasion d'épisodes de fièvre aphteuse, fut une pratique à laquelle MM. Vallée et Carré étaient prêts à se résoudre — en association avec le sérum — avant de  mettre au point finalement le premier vaccin en 1936.